# エミリー・カーメ・ウングワレー
エミリー・カーメ・ウングワレー（Emily Kame Kngwarreye, 1910年頃-1996年9月2日）は、オーストラリアの画家。アボリジニのアンマチャリー族の管理者でもある。
正規の美術教育を受けたことは一度もなく、学校にすらいったことがなかったが、70歳を過ぎてから絵を描き始め、死去するまでの8年間に3000点以上の絵画作品を残した。

## 経歴
正確な出生記録はわかっていないが、1910年頃にアボリジニの集落に生まれたとされる。1930年代から1940年代にかけて2度結婚している。1度目の結婚相手はアボリジニの伝統にしたがって決定された相手であったが、2度目には恋愛結婚しており、これはアボリジニの慣習には反したものだった。
エミリーは、アウェリェと呼ばれる故郷への敬意を表すための儀式の際に、砂の上や女性の体に絵や模様を描いていた（いわゆるボディペインティング）。のちにこれの影響がみられる絵を残している。
1977年、牧場で長く暮らしてきた人たちに車の運転や文字の読み書きなどを教える政府の教育プログラムが行われる。美術・工芸のワークショップもあり、これがエミリーが芸術家となるきっかけとなった。
1977年からろうけつ染めで作品を制作するようになる。1988年から1989年頃からはカンヴァスに描くようになった。その最初の作品が「エミューの女」である。
1991年末から1993年末頃にかけて、豊かな色彩の作品を多く制作した。特に「大地の創造」はオークションで100万ドルを越える値段がついた。
1996年9月2日、アリス・スプリングスで死去。死の2週間ほど前の3日間で、一気に24枚の絵を描いている。これらの作品はそれまでに彼女が描いてきた作品とは違った雰囲気を持ち、点や線をいっさい用いることなく、ハケを使って明るい色で描かれている。
生まれてから死ぬまでほとんどの時間を故郷アルハルクラで過ごし、オーストラリア国外へ出ることは一度もなかった。アボリジニには、死後一定の期間は死者の名前を口にしてはならないというならわしがあったため、しばらく名前が伏せられていた時期があった。

## 主な作品
エミリーの作品は一貫して故郷であるアルハルクラを主題としている。また、1995年にはヤムイモをモチーフにした作品を多く制作している（名前の一部であるカーメとは、ヤムイモの種のことを意味している）。
彼女は筆だけでなく、ゴム草履・棒切れ・ブラシなど身近にあるあらゆるものを使って絵を描いていた。多くのアボリジニがそうであるように彼女も両利きであり、左右の手を同時に使って作品を制作していた。
カンヴァスを地面において四方から描いていたため、エミリーの絵には天地が指定されていない場合が多い。
- エミューの女（1988年～1989年、92.0×61.0cm）

はじめて手がけたキャンパス画。エミリーの名が知られるきっかけとなった。エミューとはオーストラリアに生息する鳥の一種である。
- 大地の創造（1994年、4点　各275.0×160.0cm）

2007年5月、オークションで100万オーストラリアドル以上の値段がついた。これはアボリジニとして、またオーストラリアの女性作家としても初である。
- ビッグ・ヤム・ドリーミング（1995年、291.1×801.8cm）

黒い地に、長く曲がりくねり絡み合った白い曲線が描かれている。これは、ヤムイモが芽を出すときに地面にできる割れ目、あるいは網目状の地下茎を思わせる。
巨大な作品だが、死の前年に制作されたものである。
「エミューの女」「大地の創造」はエミリー・ウングワレー展　展示構成で画像を見ることができる。「ビッグ・ヤム・ドリーミング」の画像は日経BPnet エミリー・ウングワレー展を参照。